# Wieża widokowa w Czarnorzekach
Wieża widokowa w Czarnorzekach – turystyczna wieża widokowa, otwarta w 2020, znajdująca się w pobliżu Rezerwatu przyrodniczego Prządki i Zamku Kamieniec, w zachodniej części Pogórza Dynowskiego, w Paśmie Suchej Góry, na wzniesieniu Działy, na wysokości około 490 m.

## Opis
Wieża znajduje się na terenie miejscowości Czarnorzeki, na dwuhektarowej działce, w jej bezleśnej części. Wieża zbudowana została staraniem Gminy Korczyna i miasta Stropkov w ramach projektu: „Karpackie widoki na transgranicznym szlaku turystycznym Polska – Słowacja”. Budynek inspirowany architekturą tradycyjną nawiązuje formą do pobliskiego zamku Kamieniec. Ma murowane ściany, częściowo kamienne i wysokość całkowitą 13 m. Na wysokości 9 m
znajduje się zadaszony taras widokowy, otwarty na cztery kierunki z opisem panoram. Na taras prowadzą zewnętrzne, drewniane schody. Na niższych kondygnacjach są dwa pomieszczenia: na piętrze znajduje sala wystawowa, na parterze lokal, gdzie będą się prezentować lokalni artyści i rzemieślnicy. 
Panorama widoczna z wieży jest jedną z najszerszych i najdalszych (do około 140 km) w polskich Karpatach.
Do wieży można dojechać drogą asfaltową z Korczyny.

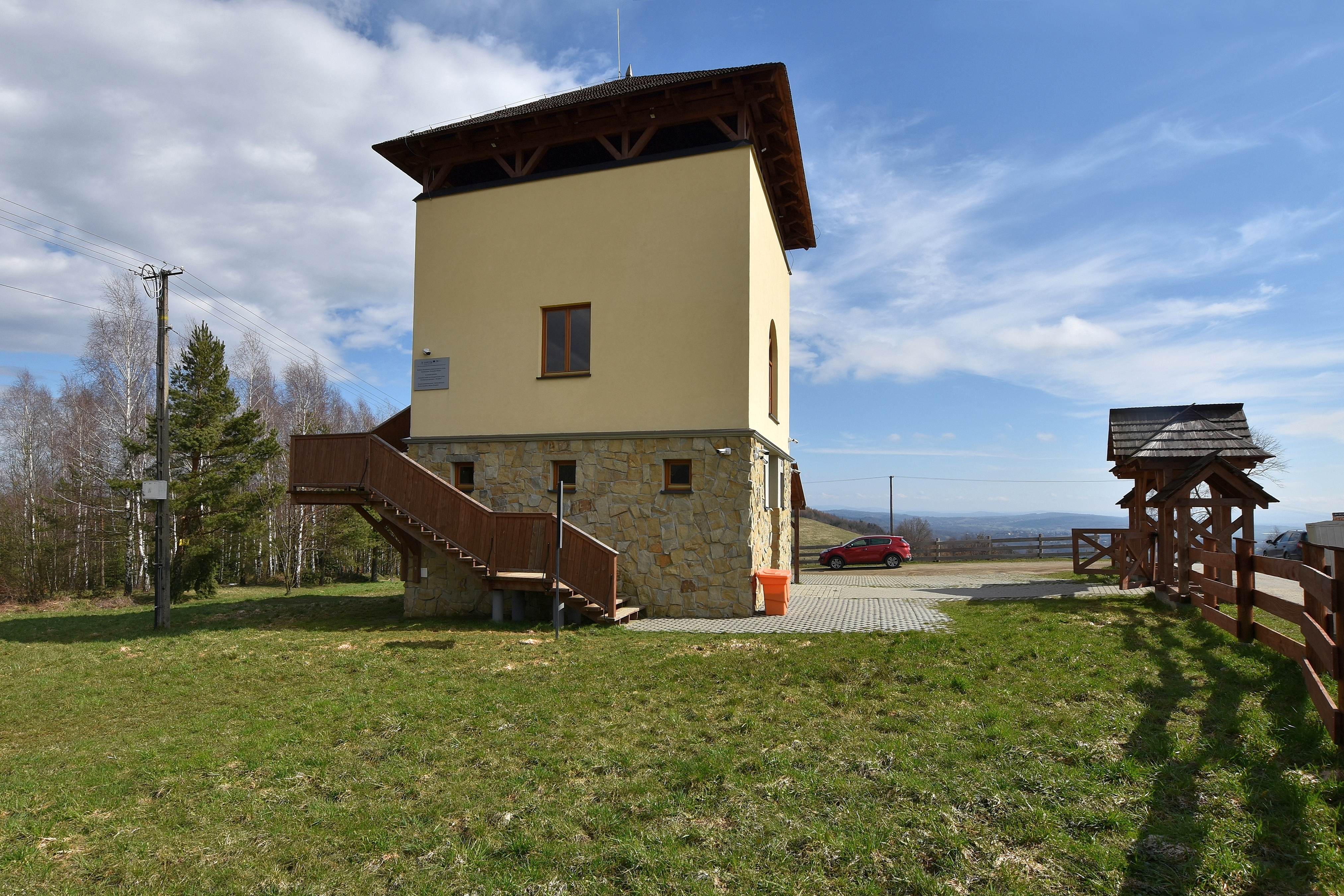
Elewacja zachodnia
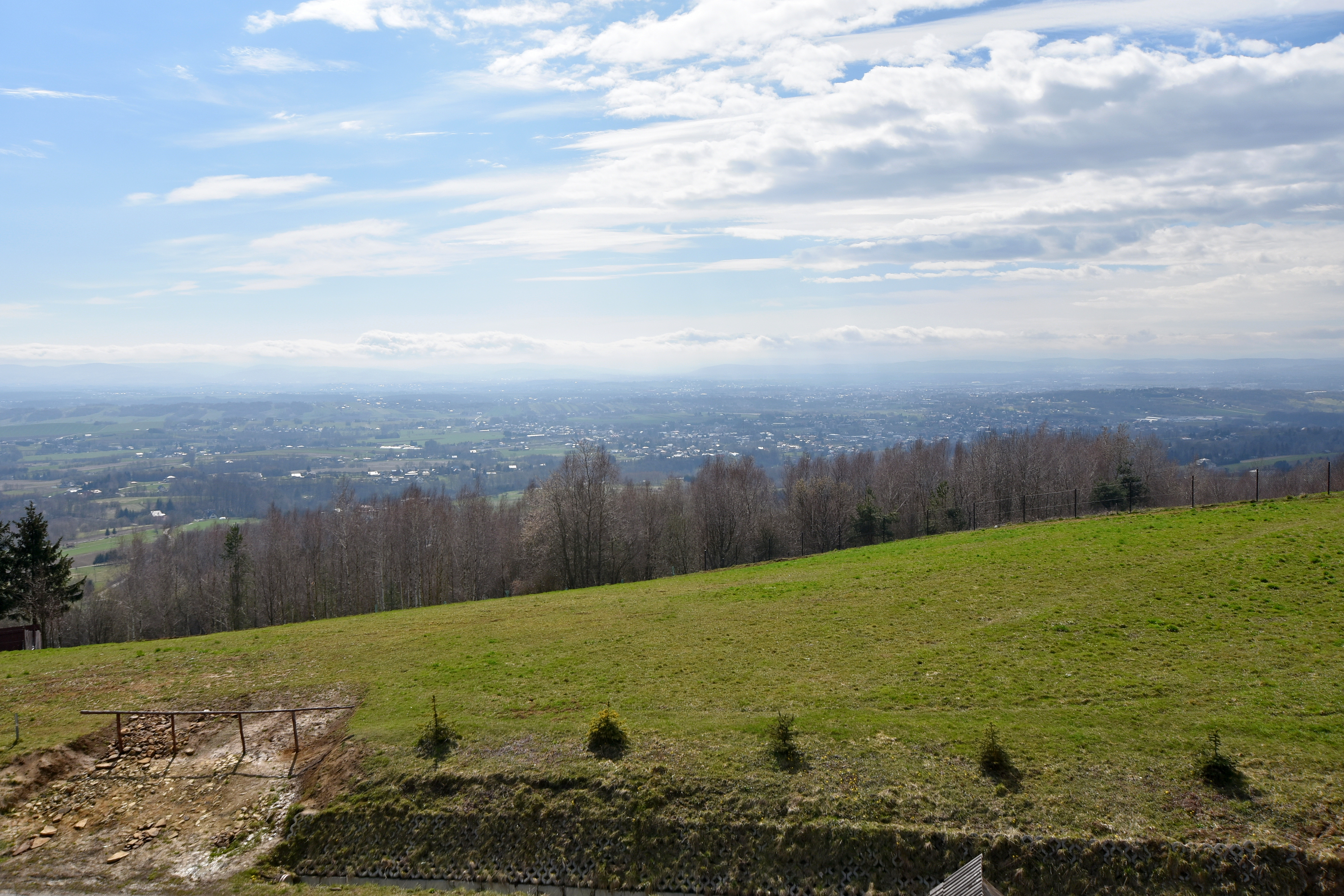
Widok z wieży
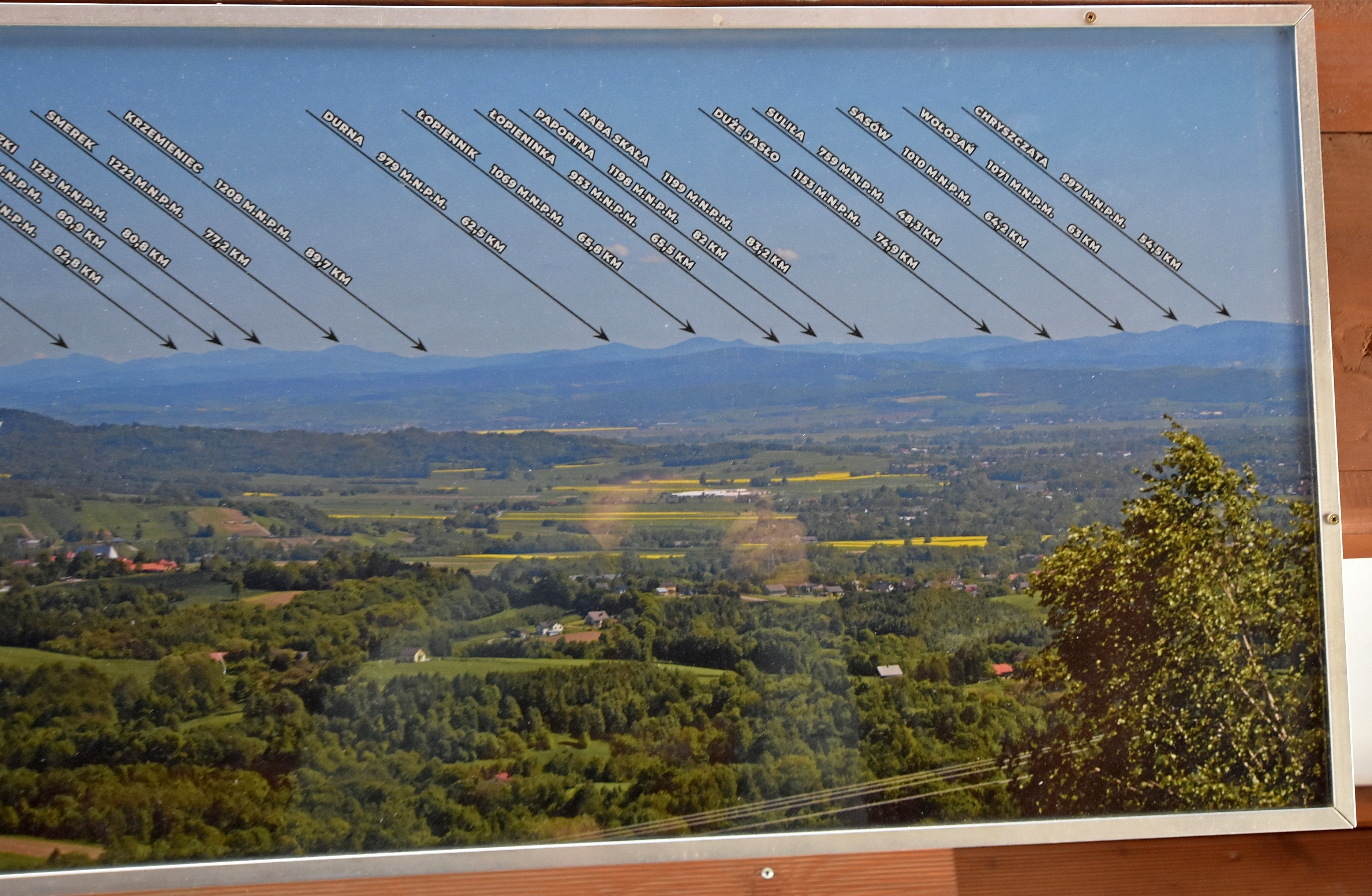
Opis panoramy na Bieszczady